# Cat Power

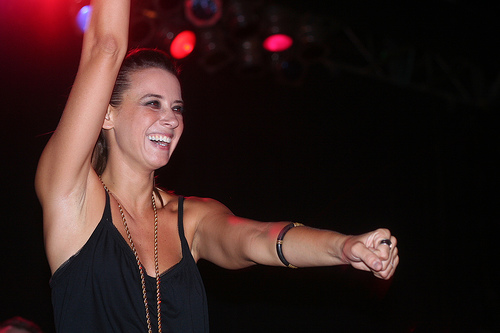
Cat Power

Cat Power este numele de scenă al cântăreței și compozitoarei Charlyn Marshall (Charlyn Marie Marshall n. 21 ianuarie 1972, Atlanta, Georgia, SUA). Este fiica a 2 părinți divorțați, Chan (se pronunță Shawn) Marshall e născută în Georgia. Tatăl ei, Charlie este cântăreț de blues. După ce a terminat liceul a început să cânte în Atlanta sub numele de Cat Power. În 1992 s-a mutat la New York împreună cu Glen Trasher. Trasher este cel care i-a făcut introducerea pe scena muzicală de free-jazz din New York.

## Discografie
- Dear Sir (1995)
- Myra Lee (1996)
- What Would the Community Think (1996)
- Moon Pix (1998)
- The Covers Record (2000)
- You Are Free (2003)
- The Greatest (2006)
- Jukebox (2008)